# لورنزو مینوتی
لورنزو مینوتی (به ایتالیایی: Lorenzo Minotti) (زاده ۸ فوریه ۱۹۶۷ در چزنا) بازیکن فوتبال و اهل ایتالیا است که از سال ۱۹۹۴ میلادی عضو تیم ملی فوتبال ایتالیا بوده و در ۸ بازی ملی حضور داشته‌است. وی آخرین بازی ملی خود را در سال ۱۹۹۵ میلادی انجام داد.